# 江州音頭
江州音頭（ごうしゅうおんど）は滋賀県を中心に近畿地方各地で盆踊りに用いられる音頭。棚音頭と座敷音頭（敷座）の2種類がある。独立した舞台芸としても行われる（こちらは「口説き（クドキ）」と呼ばれる）。「江州」とは、近江国の別称である。

## 沿革と概要

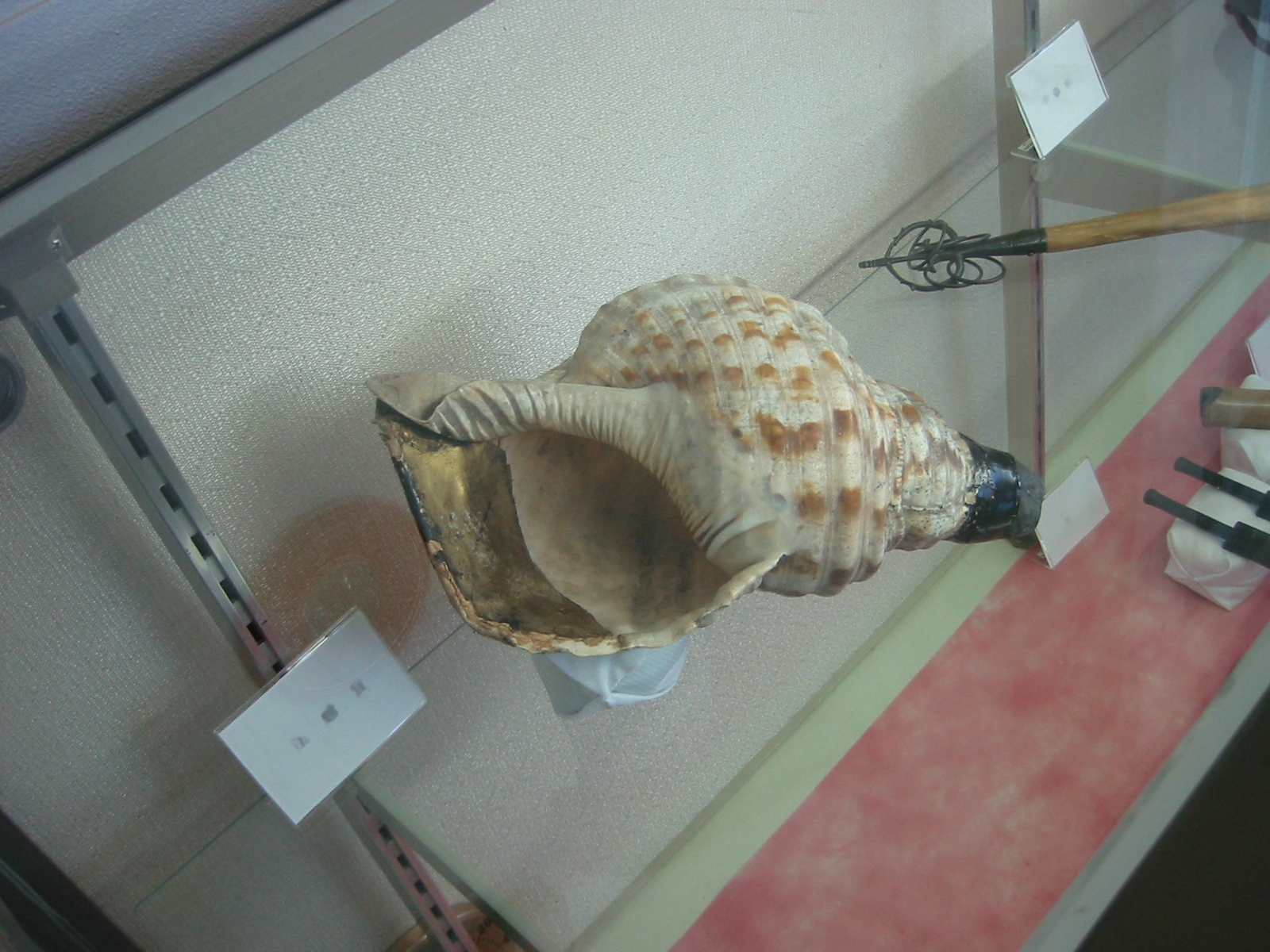
音を出せるよう加工されたホラガイの貝殻。2006年、岐阜城資料館。隣には錫杖がある。

仏教の御経の節である声明を源流とし、山伏らによる民間布教手段として派生した祭文が一部で娯楽化し、次第に宗教色を薄めて遊芸としての祭文語りが独立した。浄瑠璃に近い説経節や、浪花節を生んだ浮かれ節などより下卑たものとされ、語りの合間に法螺貝を拡声器として用いて、一同で「♪ デロレン、デロレン」という合いの手を入れることから、デロレン祭文と総称された。
同様の成立過程を辿ったものには、願人坊主が事とした「阿呆陀羅経」や、「チョンガレ」（チョボクレ）、「春駒節」、「ほめら」などと呼ばれた諸芸（これらの一部は明らかに春歌に属する）などがあったが、テレビが普及した高度経済成長期を最後に継承者は絶えている。
江戸時代末期、武蔵国のデロレン祭文の名人万宝院桜川雛山の弟子である西沢寅吉（のちの初代桜川大龍）が、歌念仏・念仏踊りを祭文に採り入れた独特の節回しを考案し、話芸を踊りと融合させた新たな音頭を作り上げた。これは祭文音頭と言われ、当初は近江国神崎郡八日市（現在の滋賀県東近江市）で踊られた。更に、寅吉と親交のあった奥村久左衛門（初代真鍮家好文）の協力で演目などを整備し、明治初年に近江国愛知郡枝村（現在の犬上郡豊郷町）の千樹寺の幾度目かの再建記念の落慶法要の時に踊りを披露したのが、江州音頭の始まりとされる。その後次第に滋賀県内各地に広まっていった。
寅吉は祭文語りの芸名を桜川歌寅としていたが、師匠桜川雛山の許しを受けて初代桜川大龍に改名して、宗家を名乗るようになった。また、明治末に大龍の門弟らは大阪千日前界隈の寄席にこぞって進出し、江州音頭は落語や音曲と並んで人気の演目となった。
また、大阪府三島郡味舌村（現在の摂津市）の音頭取り出身の漫才師砂川捨丸や、従来の三河萬歳を修めた中河内の江州音頭取りの玉子屋圓辰の大成功を追って、志ある一部の音頭取りは漫才、浪曲などの舞台芸に転じ、今日の演芸の源流のひとつにもなった。
古い(明治30年代～昭和40年代の期間)漫才の名跡(亭号)である『砂川』、『桜川』、『荒川』、『河内家』、『菅原家』といった苗字はいずれも大阪の江州音頭取りから派生し、『松鶴家』は歌舞伎俳優から俄に転じた者が多かったところから派生した。
元来の源流は近江商人兼業の音頭取り達が東海道・京街道・西国街道・清滝街道・伊賀街道・奈良街道など商用で訪れた各地の人々に余暇として江州音頭を伝えたことが基となり、各地で独自の改良を加えられ重なり大阪の江州音頭が生まれ、河内音頭の成立にも多大な影響を及ぼした。
明治中期から後期にかけて江州音頭が旧来から存在するその他の諸芸と並んで興行として演じられるようになってからは、江戸中期以来大阪で盛んに演じられ人気を博した即興喜劇である俄（）や、同様の祭文を源流とする後発芸の浪曲などの諸芸と融合し、近江とはかなり異なる別のスタイルで大阪でも独自の発展・変革を遂げた。

## 流派と新風
以上のように江州音頭を成立させた2人が立ち上げた次の2つの流派が源流とされる。いずれも、「♪ ヨイト ヨイヤマカ ドッコイサノセ」の合いの手の他、音頭の途中に「♪ デロレン、デロレン」の一節を唱和する形を継承しており、江州音頭がデロレン祭文の系譜にあることを主張している。
- 川北派（桜川派） 宗家 初代桜川大龍（西沢寅吉）
- 真鍮家派 宗家 初代真鍮家好文（奥村久左衛門）
- 江戸後期から明治中期に京街道沿いに伝播したとされる大阪府北河内地方[4]の江州音頭の流れを汲む、初代桜川唯丸[5]は、昭和末期から平成初頭にかけてロック・ファンクミュージック・ラップの要素を盛り込んだ伴奏に合わせて音頭を歌い、従来の枠に入らない江州音頭の新境地を開拓した。

## 発祥地
江州音頭の発祥地とされる場所は2か所あり、両地に石碑が建立されているが、どちらが真の発祥地とも言い難い。
- 延命公園 滋賀県東近江市八日市松尾町（桜川大龍が江州音頭を考案した場所とされる）[6]
- 千樹寺 滋賀県犬上郡豊郷町下枝（初めて江州音頭を披露した場所とされる）[7]

桜川大龍の出身地である犬上郡河瀬村（現在の滋賀県彦根市南川瀬町）法蔵寺にも石碑がある。また発祥地以外にも、桜川大龍の石碑は滋賀県内各地に点在している。

## 音頭の出だし節回し
地域差により若干相違するが、以下のものが代表的な音頭の出だし